# Сеньлеж'є
Сеньлеж'є (фр. Saignelégier) — громада в Швейцарії в кантоні Юра, округ Франш-Монтань.

## Географія
Громада розташована на відстані близько 50 км на північний захід від Берна, 29 км на південний захід від Делемона.
Сеньлеж'є має площу 31,7 км², з яких на 5,4 % дозволяється будівництво (житлове та будівництво доріг), 42,4 % використовуються в сільськогосподарських цілях, 50,7 % зайнято лісами, 1,5 % не є продуктивними (річки, льодовики або гори).

## Демографія
2019 року в громаді мешкало 2632 особи (+5,3 % порівняно з 2010 роком), іноземців було 8,3 %. Густота населення становила 83 осіб/км².
За віковим діапазоном населення розподілялося таким чином: 20,4 % — особи молодші 20 років, 59,2 % — особи у віці 20—64 років, 20,5 % — особи у віці 65 років та старші. Було 1175 помешкань (у середньому 2,2 особи в помешканні).
Із загальної кількості 1742 працюючих 91 був зайнятий в первинному секторі, 528 — в обробній промисловості, 1123 — в галузі послуг.